# Parapallene famelica
Parapallene famelica is een zeespin uit de familie Callipallenidae. De soort behoort tot het geslacht Parapallene. Parapallene famelica werd in 1929 voor het eerst wetenschappelijk beschreven door Flynn. 